# Easy Flash!
『Easy Flash!』（イージー・フラッシュ）は、2008年10月3日から2010年3月26日までエフエム佐賀 (fms) で放送されていたラジオ番組。
金曜午後に放送されていた長時間生ワイド番組『夕方ラジオ チェケラッチョFRIDAY』のうち、パート1とパート2の時間帯を使って放送されていた番組。正式名称は『FRIDAY RADIO SHOW Easy Flash!』（フライデー・レディオショー・イージー・フラッシュ）であるが、エフエム佐賀公式サイトのタイムテーブルにおいては本項と同じ表記が用いられていた。
パーソナリティは、エフエム佐賀アナウンサーの飯地紀美子と、『夕方ラジオ チェケラッチョFRIDAY』パート2の出演者であった嶋田和孝が務めていた。番組タイトルは、飯地の愛称・EASY（イージー）と、嶋田がテレビ出演時などに用いる芸名・フラッシュ嶋田に由来する。
番組の終了後、それまで月曜 - 木曜の放送に一時縮小していた『夕方ラジオ チェケラッチョ』は金曜の放送を再開し、嶋田は引き続き同番組を担当することになった。

## 放送時間
いずれも日本標準時。
- 金曜 13:30 - 17:00（2008年10月3日 - 2009年3月27日）
- 金曜 16:00 - 18:55（2009年4月3日 - 2010年3月26日） - JFNCの番組『FRIDAY GOES ON! 〜あっ、それいただきっ!〜』の放送開始とともに2時間30分繰り下げ。同時に放送枠が縮小。

## 番組コーナー
- 16:21 FM Radio Shopping[3]
- 16:35 週末情報 ゆめさがNavi[3]
- 16:40 ムッシュ田島と飯地紀美子のおいしい話！イイ話！
- 16:53 快適生活ラジオショッパー[3]
- 17:10 トラフィック＆ウェザーインフォメーション
- 17:20 Easy Flash カウントダウン
- 17:38 トラフィックインフォメーション
- 17:55 ニュース
- 18:10 ウェザーインフォメーション
- 18:25 All Round Music
- 18:40 みんなで止めよう温暖化 素敵なエコライフ[1]